# Mike Jensen
Mike Lindemann Jensen (Herlev, 19 febbraio 1988) è un calciatore danese, centrocampista dell'HB Køge.

## Biografia
Mike Jensen è il figlio dell'ex calciatore ed allenatore Henrik Jensen.

## Palmarès

### Club
- Coppa di Lega danese: 1

Brondby: 2005
- Royal League: 1

Brondby: 2006-2007
- Campionato norvegese: 4

Rosenborg: 2015, 2016, 2017, 2018
- Coppa di Norvegia: 3

Rosenborg: 2015, 2016, 2018
- Supercoppa di Norvegia: 1

Rosenborg: 2017

### Individuale
- Miglior centrocampista del campionato norvegese: 1

2016